# Всемирный торговый центр 3
Всемирный торговый центр 3, известный также по своему адресу как Гринвич-стрит, 175 (англ. 3 World Trade Center, 175 Greenwich Street) — небоскрёб, который является частью реконструированного Всемирного торгового центра в городе Нью-Йорк (США). Строительство началось в октябре 2010 и закончилось в 2018 году. Здание строилось по проекту Ричарда Роджерса, лауреата Притцкеровской премии. .

## Описание
Офисное здание стоит на восточной стороне улицы Гринвич, на месте, где находилось оригинальное 9-этажное здание ВТЦ-4, разрушенное в результате террористического акта 11 сентября 2001 года.
Площадь офисных площадей здания (53 этажа и 5 торговых площадок) — 853 440 м².
Всемирный торговый центр 3 спроектирован согласно золотому стандарту руководства по энергетике и экологическому проектированию LEED (Leadership in Energy and Environmental Design).

### Ход строительства
Разработка проектов 2, 3 и 4-й башен была завершена в 2008 году.
11 мая 2009 года было объявлено, что Управление порта Нью-Йорка и Нью-Джерси стремится уменьшить высоту небоскрёба на четыре этажа. Этот план, который также предусматривал аналогичное сокращение высоты второй башни (ВТЦ-2) и отсрочку строительства ВТЦ-5 на неопределённый срок, уменьшил вдвое площадь офисных помещений в полностью реконструированном ВТЦ до 460 000 м².
Строительство третьей башни нового комплекса ВТЦ стартовала в октябре 2010 года, строительство планировалось завершить в 2015 году.
В ноябре 2010 года к башне 3 и к башне 2 было доставлено три топливных элемента PureCell, которые вместе обеспечят около 30 % энергопотребления башни.
25 июня 2014 года дата окончания строительства была перенесена до зимы 2017 года.
В середине 2015 года была изменена высота башни.
23 июня 2016 года здание достигло проектной высоты. На церемонии, проведённой у основания здания, 2-тонное ведро с бетоном было подписано рабочими и руководителями, в том числе девелопером Ларри Силверстайном.
Вечером, 11 августа 2016 года подъёмный кран врезался в стеклянную панель 12-го этажа, разбив её. Никто не пострадал.
Здание открылось 11 июня 2018 года.

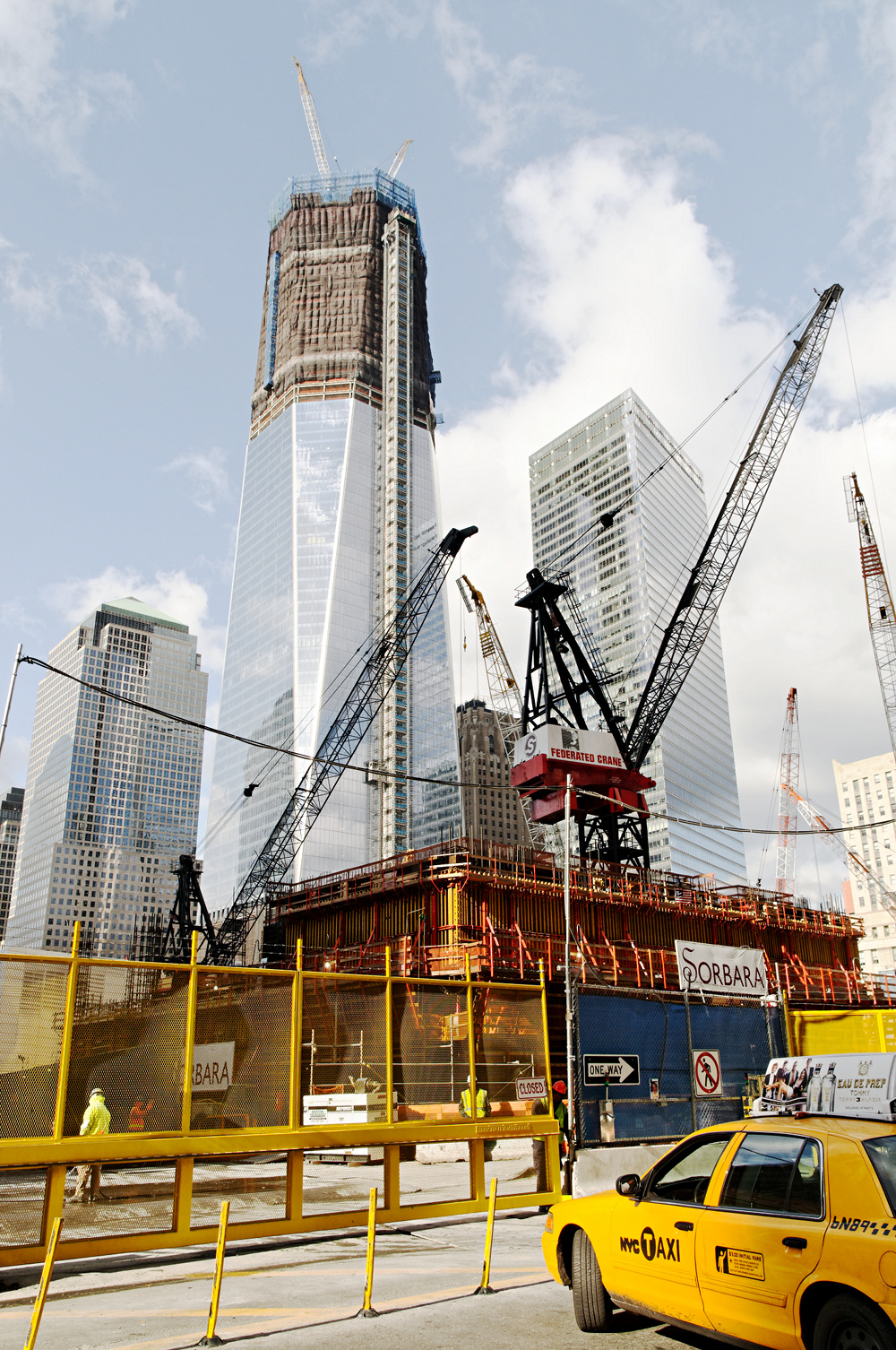
Ноябрь 2011 (здание внизу)
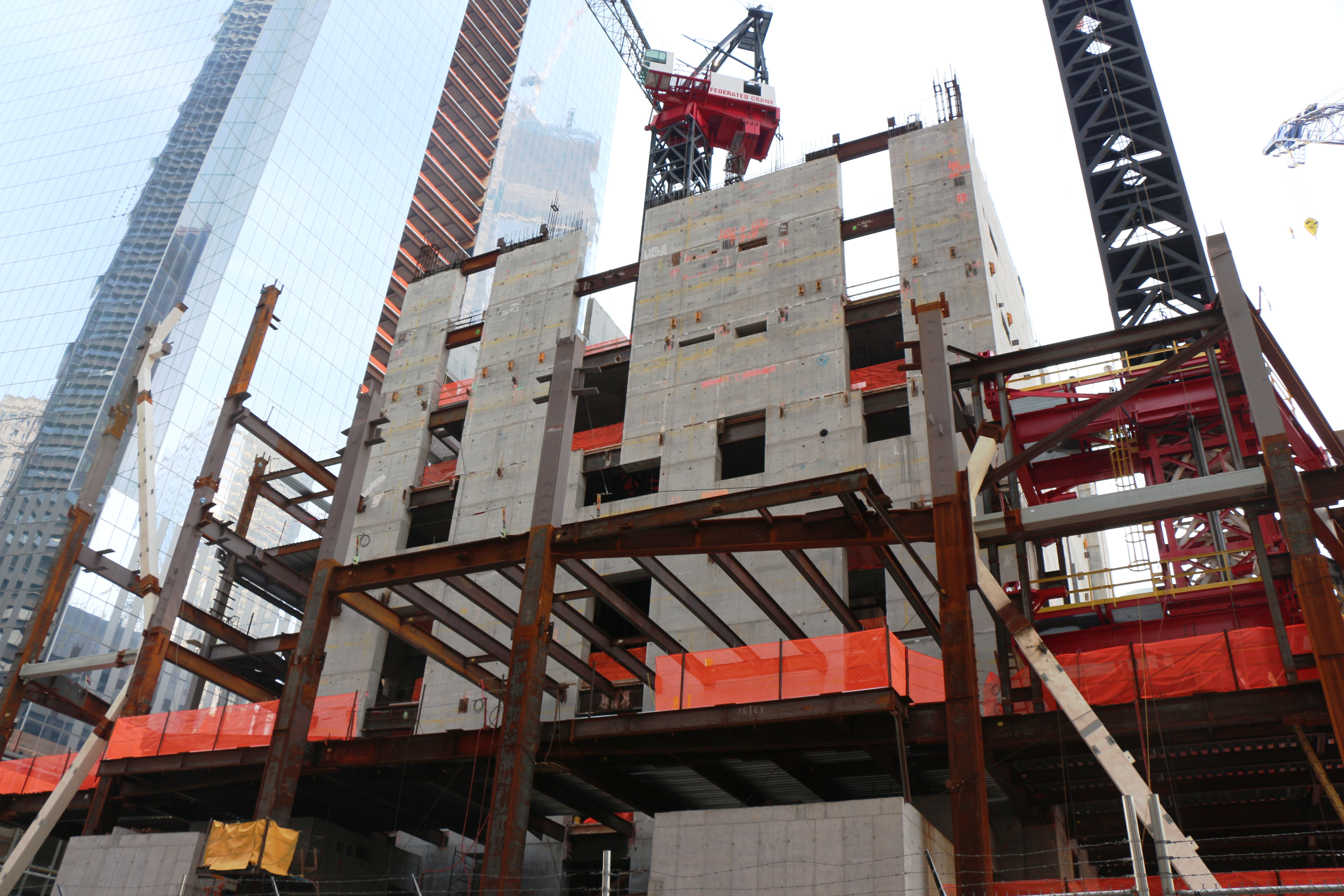
Декабрь 2012
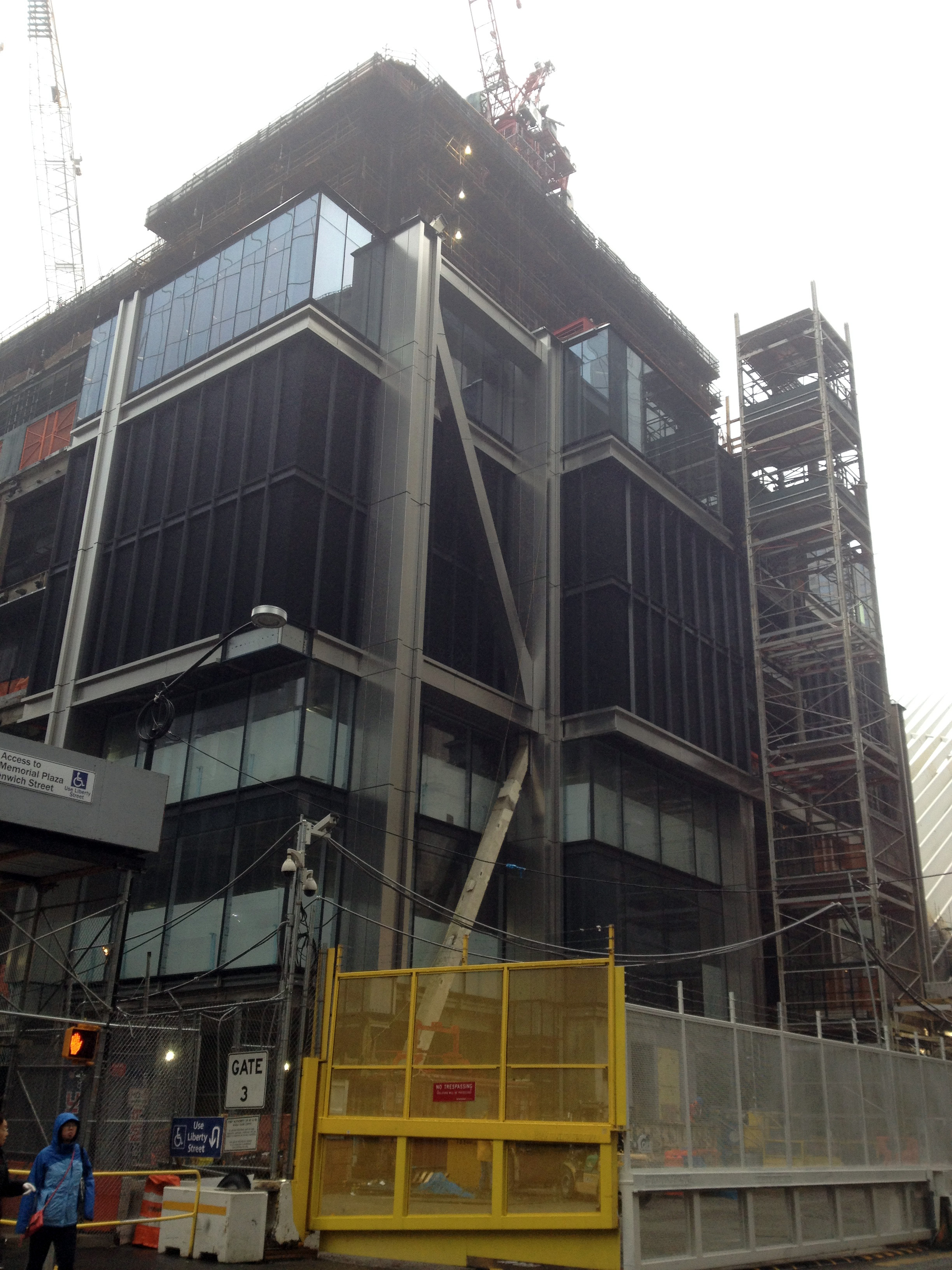
Декабрь 2014
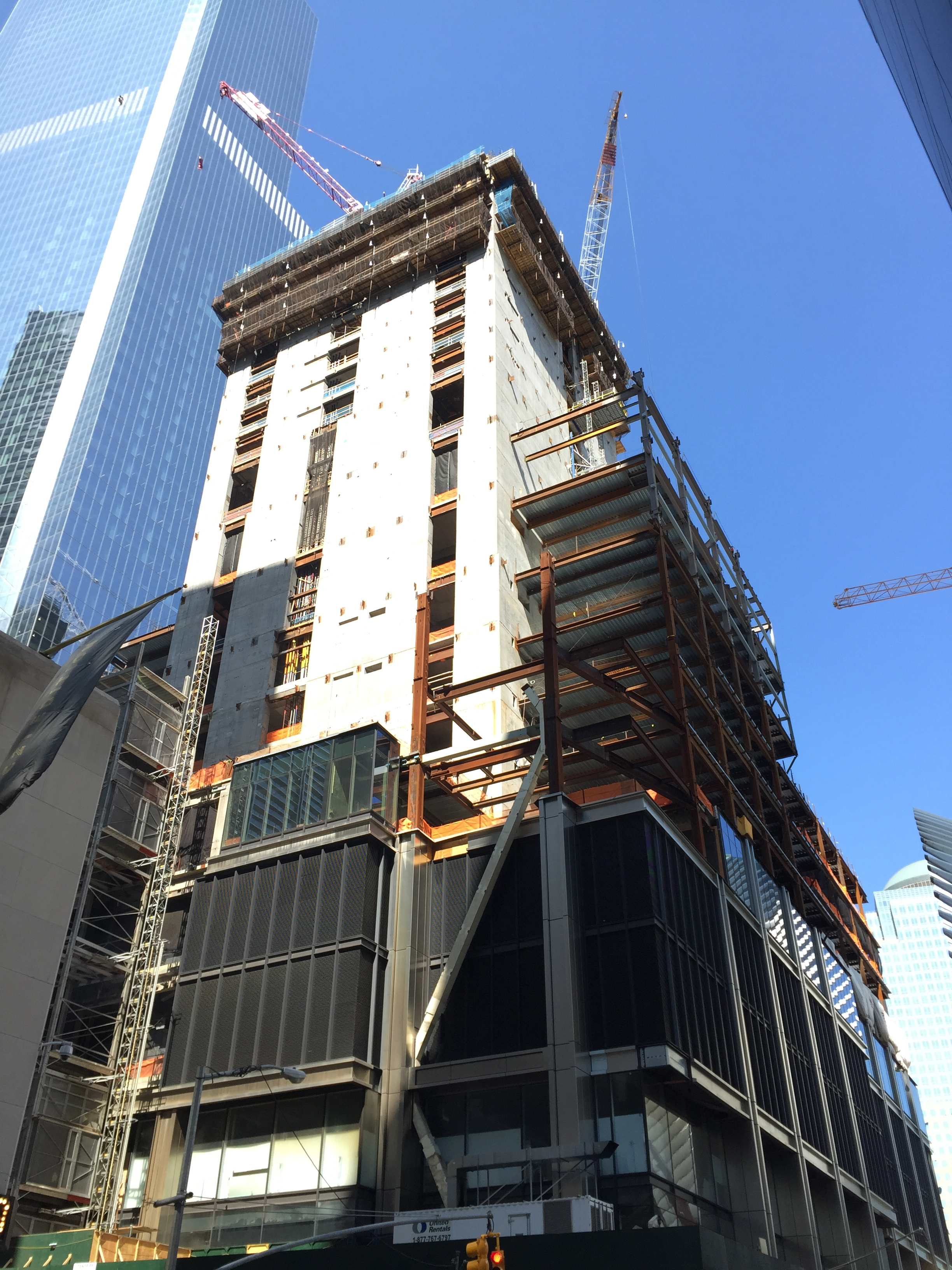
Июнь 2015
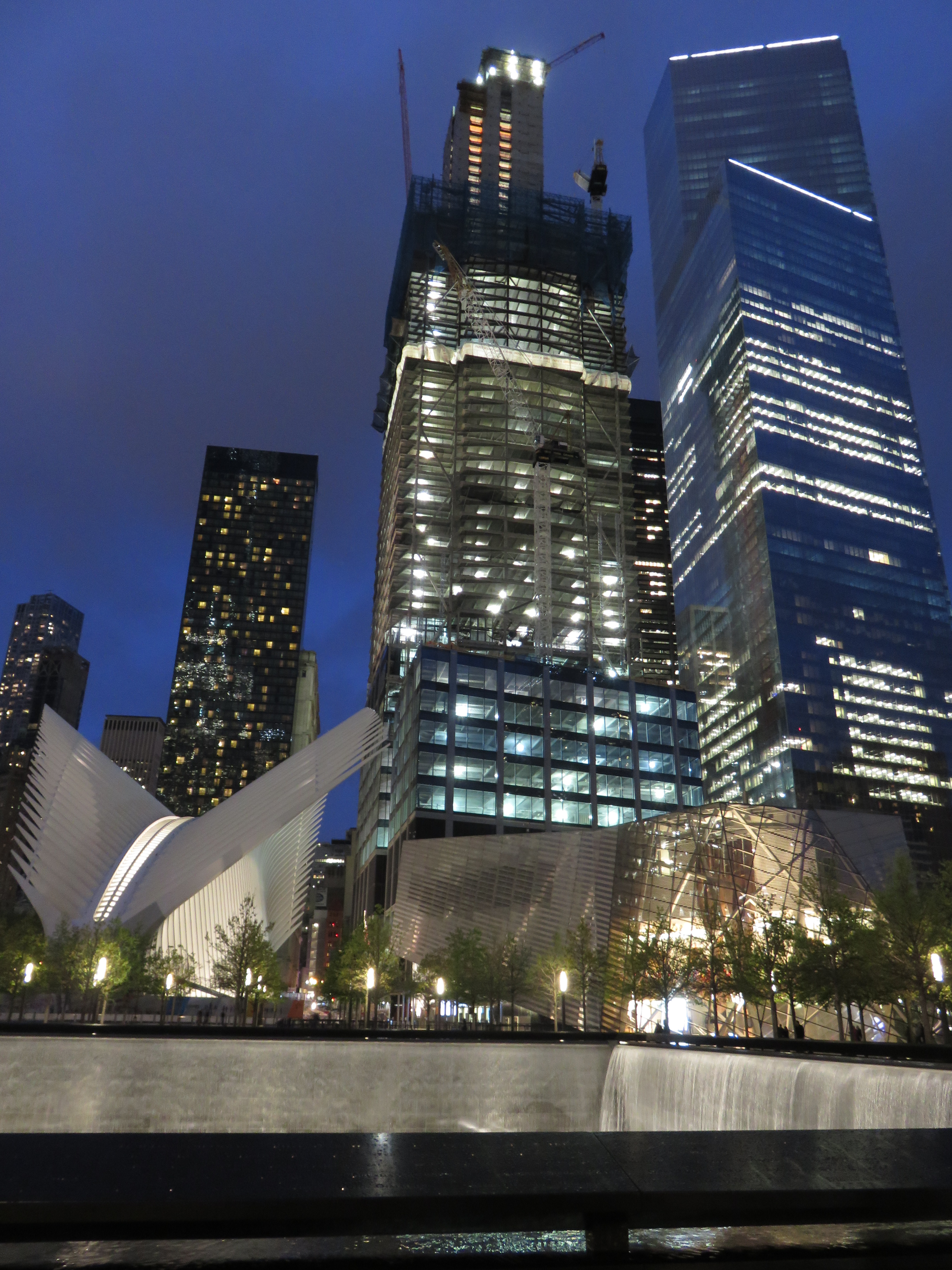
Май 2016
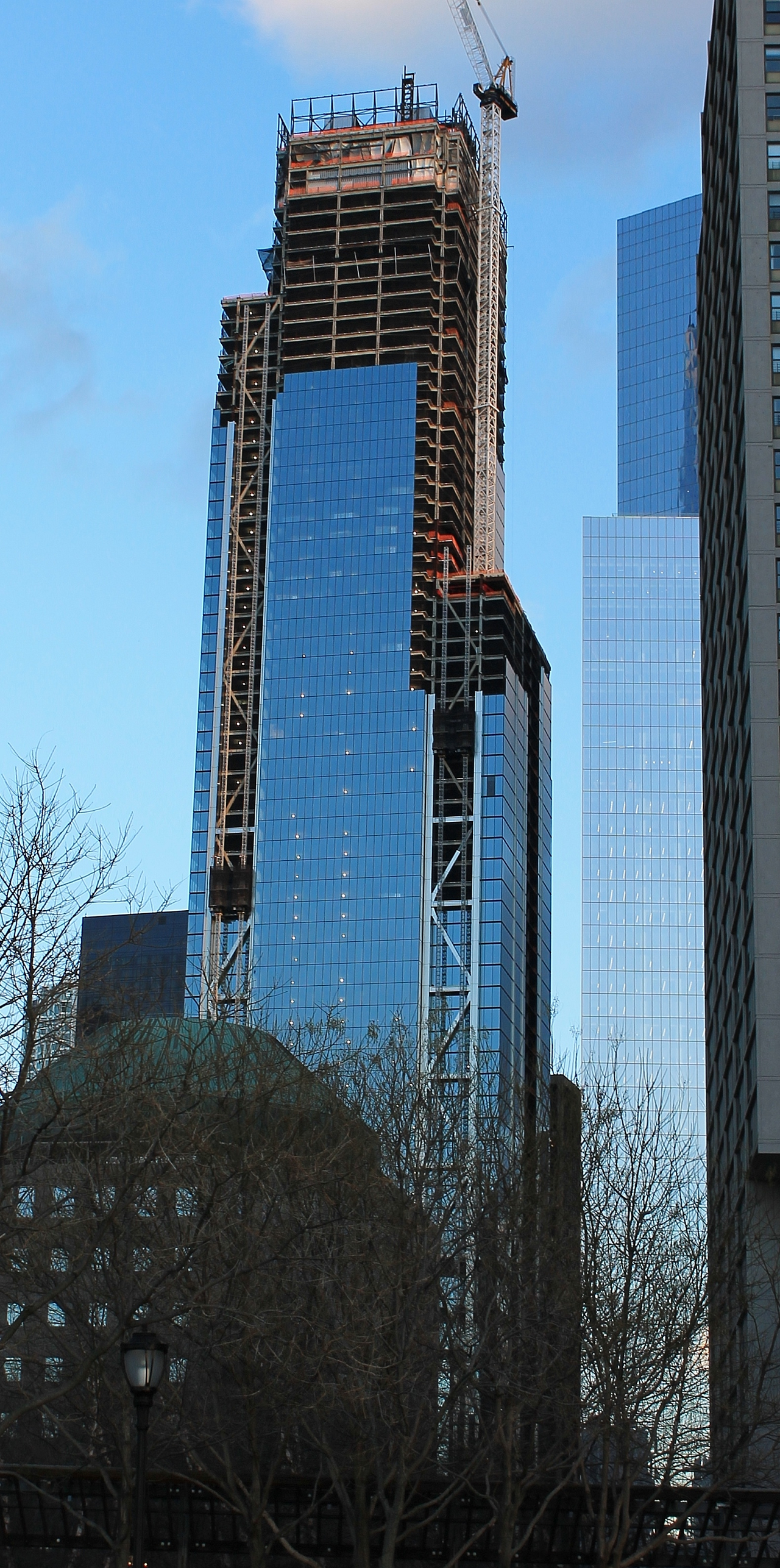
Январь 2017
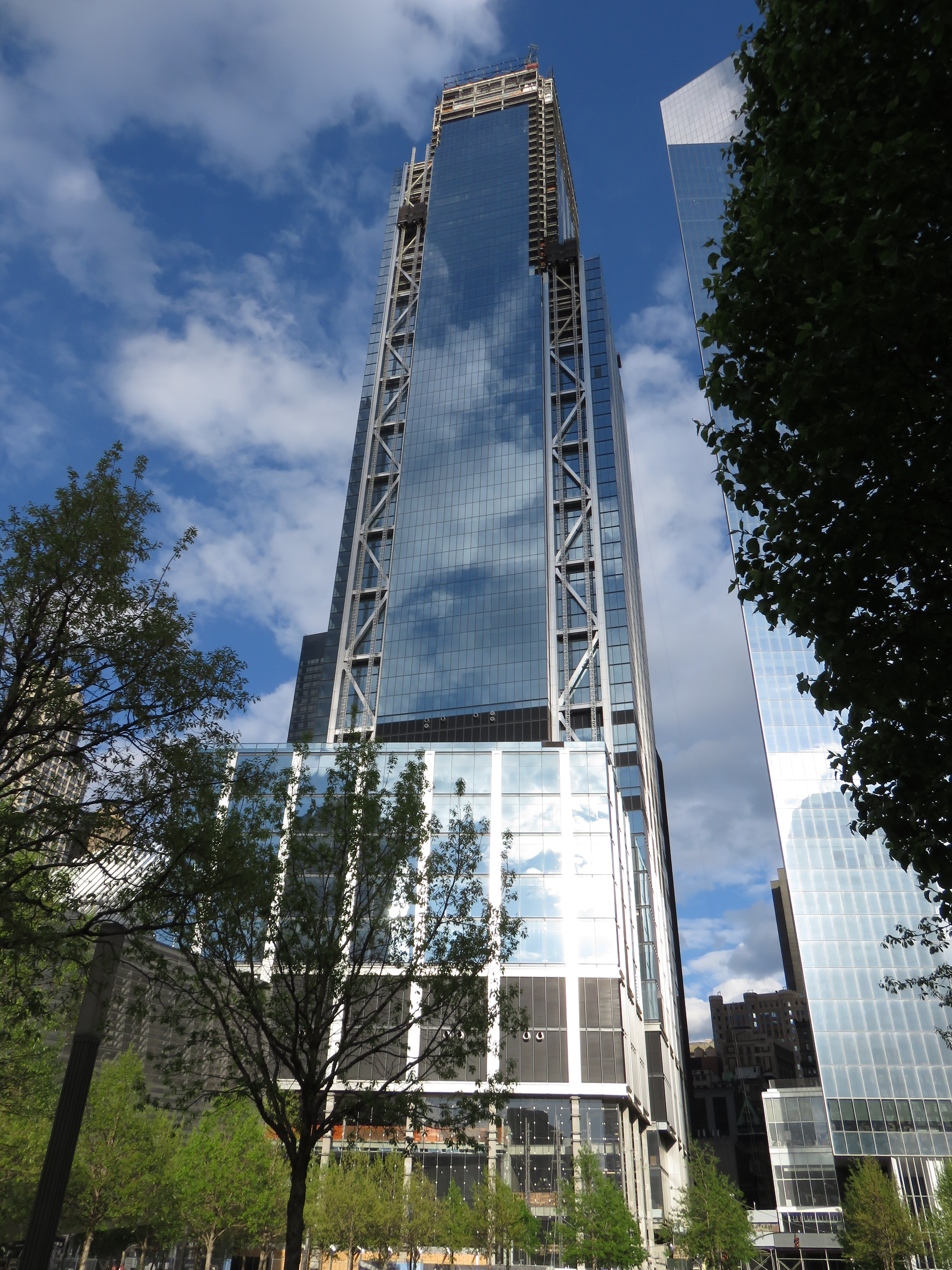
Май 2017